# Anthomyia semiinfuscata
Anthomyia semiinfuscata är en tvåvingeart som beskrevs av Griffiths 2001. Anthomyia semiinfuscata ingår i släktet Anthomyia och familjen blomsterflugor.
Artens utbredningsområde är Nevada. Inga underarter finns listade i Catalogue of Life.